# Mia et le Lion blanc
Mia et le lion blanc es una película familiar de drama y aventura dirigida por Gilles de Maistre. La película está protagonizada por Daniah De Villiers, Mélanie Laurent y Langley Kirkwood. Fue estrenada en Francia el 26 de diciembre de 2018.

## Reparto
- Daniah de Villiers como Mia Owen.
- Mélanie Laurent como Alice Owen.
- Langley Kirkwood como John Owen.
- Ryan Mac Lennan como Mick Owen.
- Lionel Newton como Kevin.
- Lillian Dube como Jodie.
- Brandon Auret como Dirk.

## Producción
La producción se llevó a cabo a lo largo de tres años en Sudáfrica para que el elenco pudiera unirse y crecer con los animales que aparecen en la película. Las escenas entre De Villiers y el león en la película son reales y no dependen de CGI.